# Philippe I. de Bourbon, duc d’Orléans

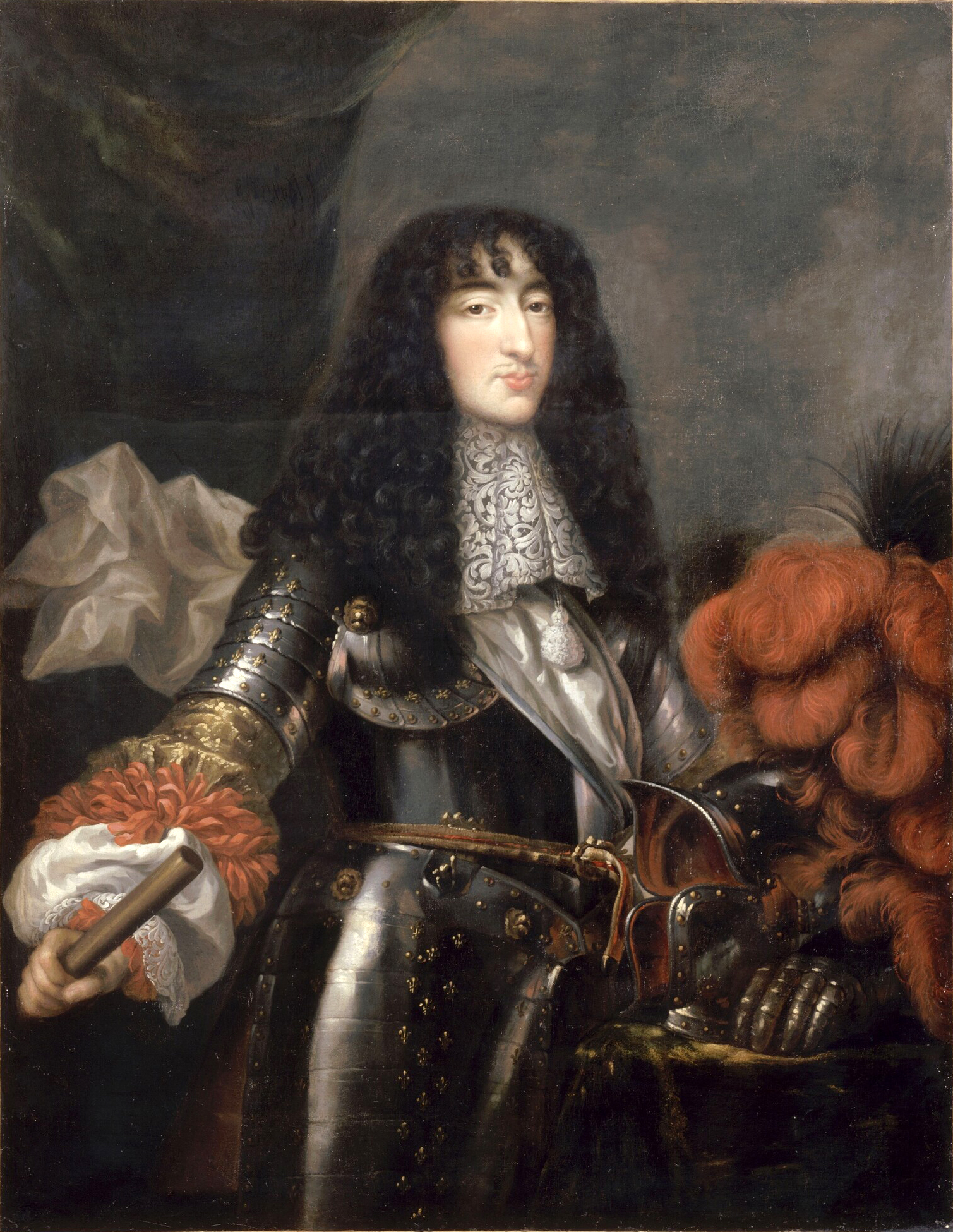
Philippe von Frankreich, duc d’Orléans; Gemälde von Antoine Mathieu

Philippe von Frankreich, Herzog von Orléans (* 21. September 1640 in Saint-Germain-en-Laye; † 9. Juni 1701 in Saint-Cloud), war Prinz von Frankreich und Navarra, Herzog von Anjou (1640–1668), Herzog von Orléans, Chartres und Valois sowie Pair von Frankreich (1660), Herzog von Nemours und Pair von Frankreich (1672), Herzog von Montpensier und Pair von Frankreich (1695), Dauphin der Auvergne und Fürst von Dombes (1693–1701), Herzog von Beaupréau und Châtellerault, Fürst von Joinville und La Roche-sur-Yon, Marquis von Mézières, Graf von Eu und Saint-Fargeau sowie Baron von Beaujolais.
Bei Hofe wurde er allgemein Monsieur genannt, was der offizielle Titel des Bruders von König Ludwig XIV. war; seine Gemahlinnen wurden als Madame bezeichnet. Seine zweite Ehefrau war Liselotte von der Pfalz.

## Leben

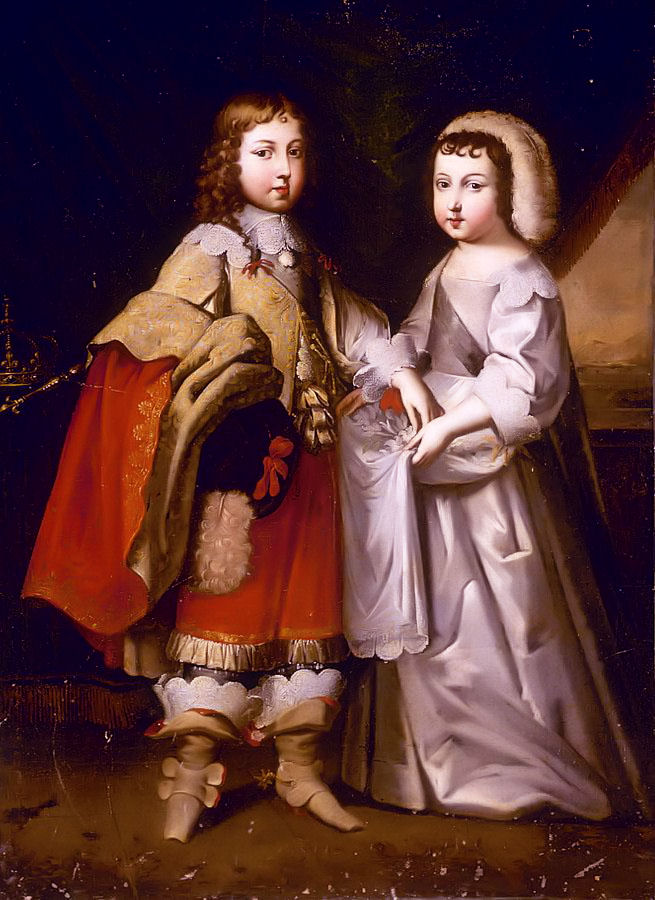
Kinderporträt Philippes (rechts) und seines Bruders Ludwig; den Brüdern Beaubrun zugeschrieben

### Kindheit
Herzog Philipp war ein Sohn von König Ludwig XIII. von Frankreich und Anna von Österreich sowie Bruder Ludwigs XIV. Seine Kindheit war überschattet von den Fronde-Unruhen in der Zeit nach dem Tode seines Vaters.
Philipp und Ludwig wurden – wie damals üblich – als Kleinkinder wie Mädchen gekleidet, erst ab dem fünften, sechsten Lebensjahr begann man in dieser Epoche eine geschlechterspezifische Erziehung. Weil der die Regierungsgeschäfte führende Kardinal Mazarin die Gefahren eines starken Bruders des künftigen Ludwigs XIV. fürchtete – ihm waren die Machtansprüche der Brüder Ludwigs XIII. noch allgegenwärtig –, soll er Einfluss darauf genommen haben, dass Philipp zu keinem potentiellen Thronanwärter erzogen wurde, obwohl dieser zwischen 1643 und 1661 seinem Bruder im Falle dessen Todes auf den Thron nachgefolgt wäre.
Philipp wurde in der Folgezeit weiter wie ein Mädchen behandelt und gekleidet, jedes maskuline Verhalten wurde bewusst unterdrückt und der Junge stattdessen mit Schmuck und Kleidern überhäuft. Der Marquis d’Argenson äußerte sich dazu folgendermaßen: „Der Abbé de Choisy hat mir wiederholt etwas bestätigt, das er in seinen Memoiren kurz erwähnt hat, dass es nämlich eine Folge der Politik Kardinal Mazarins war, dass man Monsieur, den Bruder des Königs, auf eine äußerst weibische Art und Weise aufzog, wodurch er kleinmütig und verachtenswert werden musste …“

### Ausschluss von politischen Aufgaben und ausschweifende Hofhaltung
Später hat Ludwig XIV. seinen Bruder von der aktiven Politik und jeglichem Einfluss auf die Regierung ferngehalten, woran dieser allerdings auch wenig Interesse zeigte; er gab sich stattdessen einem ausschweifenden Lebensstil hin. So hielt er sich einen Hof mit Günstlingen; und seine Homosexualität – obwohl offiziell strafbar und bei weniger Privilegierten gelegentlich mit der Hinrichtung geahndet – war ein offenes Geheimnis. In ähnlicher Weise waren allerdings bereits die bisexuellen Affären seines Vaters Ludwigs XIII. und von dessen Brüdern Gaston und César Gegenstand vieler Klatschgeschichten gewesen. Madame de La Fayette schrieb: „Seine Neigungen entsprachen ebensosehr den weiblichen Vorlieben, wie die des Königs ihm fernlagen. Er war schön, gut gebaut, aber seine Schönheit und seine Gestalt passten eher zu einer Prinzessin als zu einem Prinzen; zudem lag ihm mehr daran, daß alle Welt seine Schönheit bewunderte, als sie dazu einzusetzen, die Damen in sich verliebt zu machen ...“ Ein Neffe des Kardinals Mazarin, Philippe Mancini (1641–1707), soll es gewesen sein, der den jungen Prinzen in das (damals sogenannte) „italienische Laster“ einführte.

Ludwig XIV. äußerte sich in seinen Mémoires so: 

„Für den, der herrscht, kann es von Vorteil sein zu sehen, wie diejenigen, die ihm durch Geburt nahestehen, durch ihr Verhalten sich weit von ihm entfernen. Die Größe und Erhabenheit seiner Seele wird durch den Gegensatz zu ihrer Weichlichkeit offenbar; was er an Tatkraft und  Streben nach Ruhm erkennen lässt, wirkt unendlich glänzender, wenn man um ihn herum nichts als lastenden Müßiggang oder kleinliche Neigungen sieht.“

Sodomie, ein damals übliches Synonym von Homosexualität, galt als Verbrechen und wurde regelhaft mit dem Tod auf dem Scheiterhaufen bestraft. Laut dem Historiker Leonhard Horowski macht Philippe durch seine bloße Existenz die Anwendung dieses Gesetzes im Großraum Paris unmöglich, da sie dann auch seine gesamte Entourage hätte betreffen müssen, was in der hierarchischen Gesellschaft der Frühen Neuzeit „einfach unmöglich“ gewesen sei.

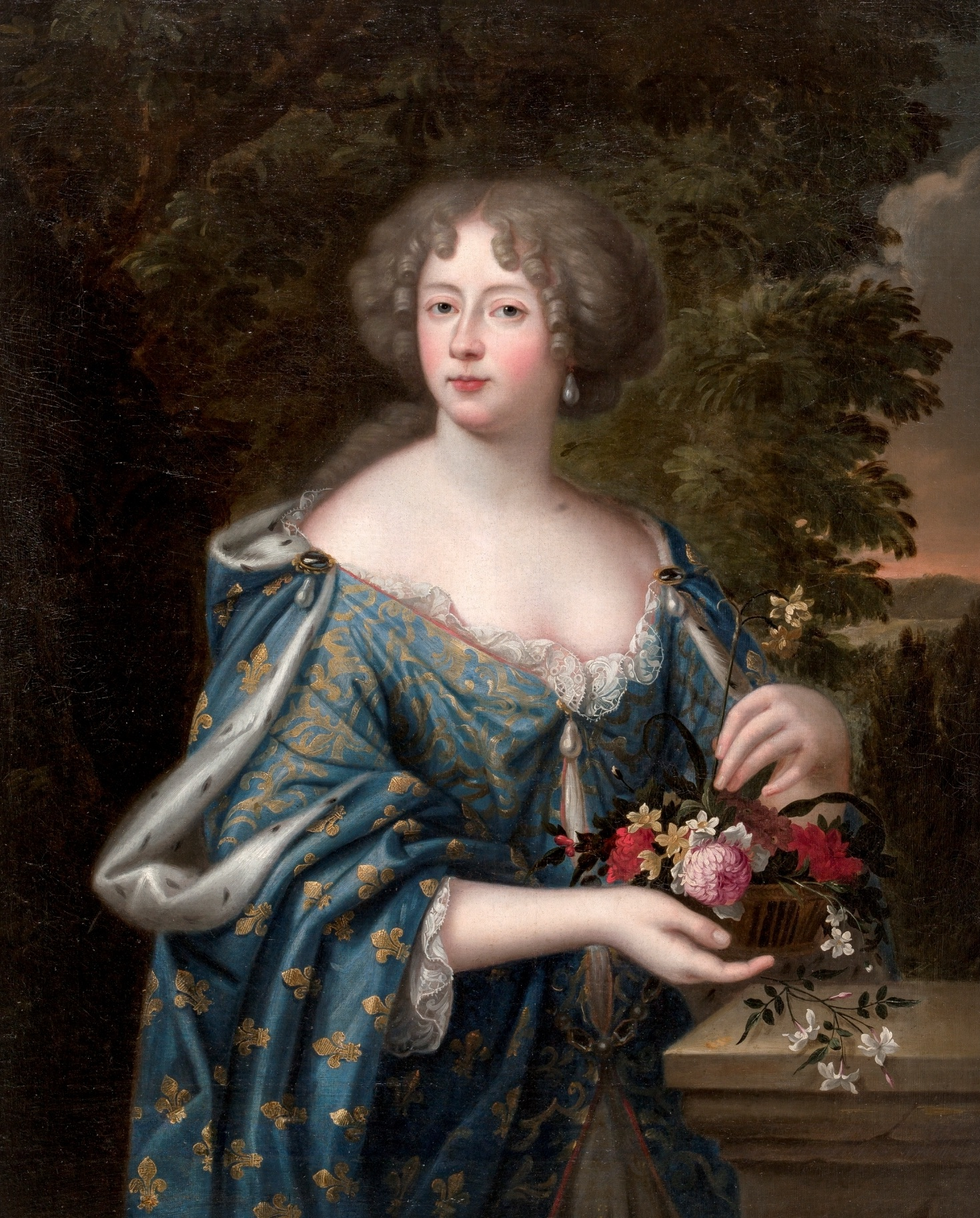
Liselotte von der Pfalz, Duchesse d’Orléans (von Pierre Mignard, 1675)

### Ehen und Günstlinge

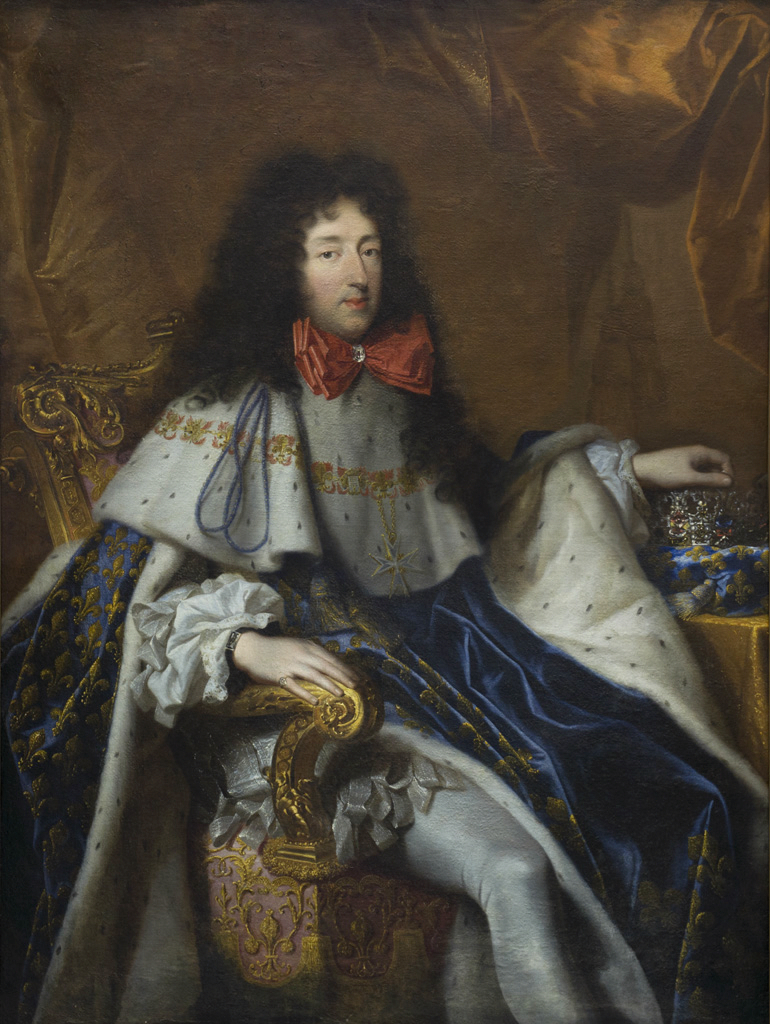
Philippe d’Orléans (Gemälde von Pierre Mignard)

Im Jahr 1660 wurde Philipp zum Herzog von Orléans ernannt. 1661 wurde er gegen seinen Willen aus politischen Gründen mit Henrietta Anne Stuart (Henriette d'Angleterre), der Schwester Karls II. von England, verheiratet. Die Ehe verlief nicht glücklich, und Henrietta geriet in Auseinandersetzungen mit Philipps Günstlingen, sodass gemutmaßt wurde, den frühen Tod der Herzogin 1670 habe eine Vergiftung verursacht.
Im Jahr darauf heiratete Philippe Elisabeth Charlotte (genannt Liselotte von der Pfalz), Tochter des Kurfürsten Karl I. von der Pfalz. Diese ebenfalls arrangierte Ehe brachte zwar drei Kinder hervor (sein erstgeborener Sohn aus erster Ehe, Philippe, Herzog von Valois, starb als 2-Jähriger und sein erstgeborener Sohn aus zweiter Ehe, Alexandre Louis, Herzog von Valois, als 3-Jähriger), doch nach den Geburten der Kinder beendete Philipp die ehelichen Beziehungen. Liselotte beschreibt ihren Mann später so: „Mons(ieur) sahe nicht ignoble („unedel“) aus, aber er war sehr klein, hatte pechschwarze Haare, Augenbrauen und Augenlider, große braune Augen, ein gar lang und ziemlich schmal Gesicht, eine große Nase, einen gar zu kleinen Mund und häßliche Zähne, hatte mehr weibliche als Manns-Manieren an sich, liebte weder Pferde noch Jagen, nichts als Spielen, cercle halten, wohl essen, tanzen und geputzt seyn, mit einem Worte, alles was die Damen lieben.“

Chevalier Philippe de Lorraine als Ganymed, war über viele Jahre der wichtigste Günstling und Liebhaber von Monsieur; Gemälde von Baldassare Franceschini (Fine Arts Museums of San Francisco)

Saint-Simon bezeichnet das Verhalten des Herzogs von Orléans als „Laster, das er durch die Geschenke, Zuwendungen und die glänzende Stellung, mit denen er seine Lieblinge überhäufte, auf die skandalöseste Weise der Öffentlichkeit zur Kenntnis brachte.“ Die bekanntesten Favoriten oder Liebhaber Philippes waren Armand de Gramont, Graf von Guiche, der Chevalier Philippe de Lorraine (1643–1702 – ein Sohn von Henri de Lorraine, comte d’Harcourt), der Marquis d’Effiat sowie der Marquis de la Vallière. Lorraine und Effiat blieben bis zu seinem Lebensende bei ihm, obgleich sie der Ermordung Henriettas verdächtigt wurden, und erhielten oder unterschlugen Unsummen Geldes, die ersterer verspielte, letzterer hortete. Lorraine wurde sogar zum Abbé von vier königlichen Abteien ernannt, aus denen er Einkünfte bezog. Dafür verschafften die Favoriten Monsieur einen steten Nachschub an jungen Männern. Zu seinem Hofstaat gehörten außerdem Madame de Grancey und Mademoiselle de Gordon-Huntley, ferner Antoine Morel de Volonne, den Monsieur zwischen 1673 und 1683 zu Liselottes Haushofmeister erhob. Diese schrieb über Morel: „Er stahl, er log, er schwur, war [Atheist] und Sodomit, hielt Schule davon, und verkaufte Buben wie Pferde, gieng ins Parterre von der Opera, seine Käufe zu machen.“ Die Clique der Höflinge bemühte sich erfolgreich, den Herzog von seiner zweiten Gemahlin ganz zu entfremden; deren einzige Freundin im Palais Royal wurde die lesbische Oberhofmeisterin Catherine Charlotte de Gramont, Fürstin von Monaco, die sich allerdings vergeblich um ihre Liebe bemühte.
Primi Visconti berichtet von einer homosexuellen Bruderschaft, die im Jahre 1680 gegründet wurde. Sie parodierte die Ordensregeln von Saint-Michel und Saint-Lazare. Unter den Gründungsmitgliedern befanden sich der Graf von Guiche, dessen Bruder Gramont, Tilladet, Manicamp, Biran und Tallard. Erkennungszeichen dieses Ordens war eine Plastik, die einen Mann darstellt, der eine Frau mit seinen Füßen in den Staub tritt. Pikanterweise befand sich auch der junge Graf von Vermandois, ein legitimierter Sohn des Sonnenkönigs, unter den Mitgliedern. Erst nach diversen Skandalen, darunter die Ermordung eines Waffelverkäufers, der nicht willig war, als Lustknabe zu dienen, schritt Ludwig XIV. ein und verhängte harte Strafen gegen die Mitglieder der Bruderschaft, der zwar nicht Philippe selbst, aber die meisten seiner Favoriten angehörten. Ansonsten scheute der Monarch aber zumeist die Konfrontation mit seinem Bruder und sah über die ihm wohlbekannten Zustände im Palais Royal hinweg; Liselottes Klagen stießen auf taube Ohren.

### Erfolge als Feldherr
Trotz der Steine, die Philippe durch seinen älteren Bruder in Bezug auf Macht und Einfluss in den Weg gelegt bekam, entwickelte er sich zu einem fähigen Feldherrn. Nachdem er schon im Jahr 1667 mit Auszeichnung im Devolutionskrieg in Flandern gekämpft hatte, errang Monsieur im Jahr 1677 einen großen Sieg in der Schlacht von Cassel (im Artois) und erreichte die Kapitulation von Saint-Omer. Danach befehligte Orléans allerdings nie wieder ein Heer. Als im Pfälzischen Erbfolgekrieg Ludwig XIV. das vermeintliche Erbe seiner Schwägerin zu erobern suchte, erhielt Philippe hohe Summen des „Orléans-Geldes“, das die französischen Truppen in der verwüsteten Pfalz erbeutet hatten; seine Frau erhielt nichts davon, er verspielte, verprasste und verteilte es unter seinen Favoriten.

### Leben bei Hofe
Philippe besaß in Paris das Palais Royal, das er zum Ort freigeistiger weltoffener Entfaltung machte, sowie, einige Kilometer westlich von Paris, das Schloss Saint-Cloud, auf dessen Park er besonders stolz war, da er ihn mit André Le Nôtre neu gestaltet hatte. Allerdings bestand der König darauf, dass sein Bruder und dessen Ehefrau am Hofleben teilnahmen, das aus einer beständigen Abfolge von Hofzeremoniell sowie grandios inszenierten Festlichkeiten bestand, die allmorgendlich mit dem Lever du Roi begannen, wobei die Prinzen von Geblüt pünktlich um 8.15 h im Hofornat bei der «Entrée familière» zu erscheinen hatten, um dem Aufstehen des Königs beizuwohnen, die Prinzessinnen dem der Königin. Daher verbrachten Monsieur und Madame etwa drei Viertel des Jahres bei Hofe, zunächst im Neuen Schloss Saint-Germain-en-Laye und, nach dessen Fertigstellung 1682, im Schloss Versailles, wo ihnen im Hauptflügel zwei nebeneinander gelegene Appartements zur Verfügung standen. Ebenso verfügten sie über Wohnungen im Schloss Fontainebleau, wohin sich der Hof im Herbst zur Jagdsaison begab.

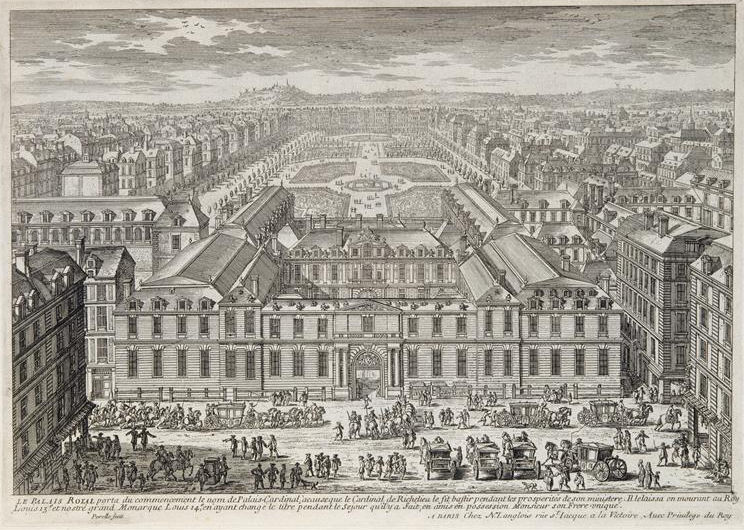
Das Palais Royal in Paris (1679)
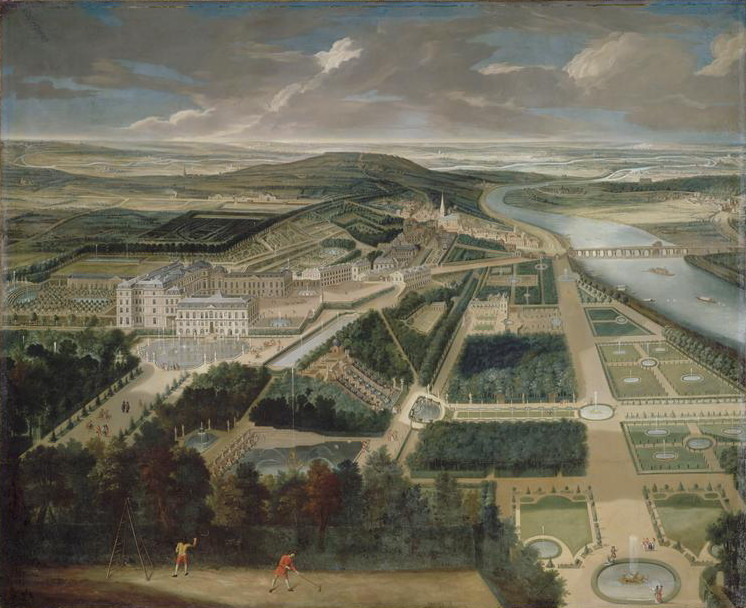
Schloss Saint-Cloud (17. Jh.)
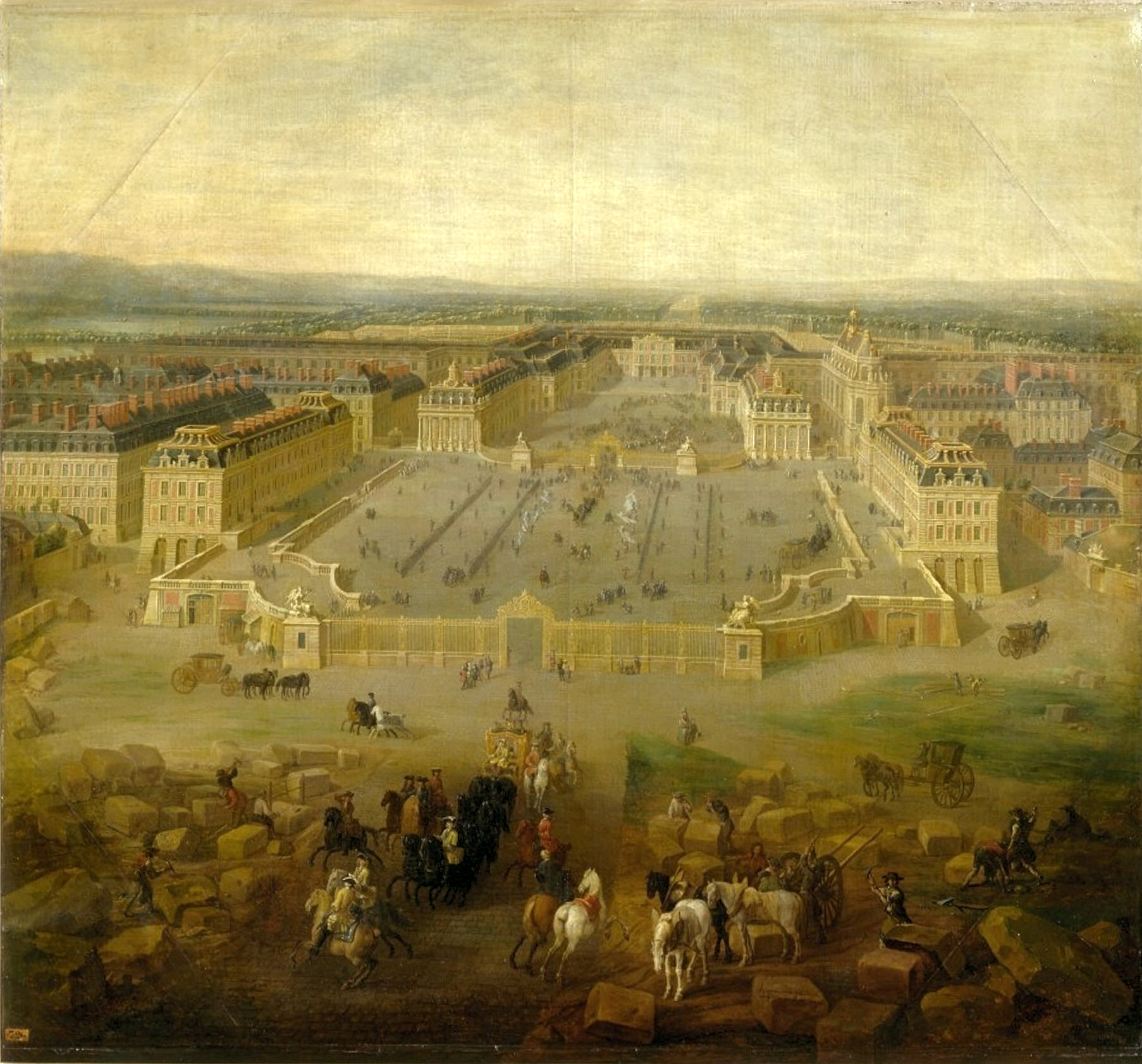
Schloss Versailles (1722)
Schloss Fontainebleau

### Tod und Nachlass
Im Jahr 1701 erlag er 60-jährig den Folgen eines Schlaganfalls, nachdem er am Vortag eine heftige Auseinandersetzung mit seinem Bruder gehabt hatte. Es ging darum, dass Philippes Sohn kein Militärkommando beim Feldzug nach Flandern erhalten sollte, da der König seinem Neffen (und Schwiegersohn) dessen Ehebrüche vorwarf; der Herzog warf dem König daraufhin das Gleiche vor, dieser ihm wiederum Ähnliches; die beiden Brüder brüllten sich derartig an, dass ein Diener ins Zimmer stürzte, um sie darauf aufmerksam zu machen, dass die Höflinge in den angrenzenden Salons alles mitanhören könnten. Mit starkem Nasenbluten setzte sich Philippe anschließend zu Tisch; am selben Abend erlitt er einen Schlaganfall, und am nächsten Mittag verschied er, nachdem der König noch kurz an sein Sterbebett gekommen war.
Da Philipp I. Schulden in Höhe von etwa 7,5 Millionen Livres hinterlassen hatte, musste sein Sohn dessen Schmuck verkaufen, und Juwelenhändler aus ganz Europa kamen nach Paris, um die größte Schmucksammlung, die je auf den Markt gekommen war, zu besichtigen und einzuhandeln. Aufgrund des Überangebotes war der Erlös unterhalb des Wertes – nur 500.000 Livres, weit weniger, als der Schmuck wert war. In seinem Testament verlangte er 6000 Seelenmessen und bedachte alle Verwandten und viele Freunde mit üppigen Legaten. Seine ungeliebte Gattin wurde in seinem letzten Willen nicht erwähnt. Sie hatte zwar Anspruch auf eine Rente aus der Hinterlassenschaft ihres Mannes und auf Rückgabe ihrer Mitgift in der Höhe von 600.000 Livres, doch war kein Bargeld vorhanden und Liselottes beweglichen Besitz hatte ihr Ehemann verspielt und an seine Favoriten verteilt. Ihr blieb nur das abgelegene Schloss Montargis, das ihr gemäß Ehevertrag als Wittum zugesagt worden war. Sie blieb aber in Versailles, behielt auch ihr Appartement im Palais Royal und in Saint Cloud, die ihr Sohn, der nunmehrige Herzog von Orléans Philipp II., ihr weiter zur Verfügung stellte; sie nutzte sie jedoch mit Rücksicht auf ihn und seine Familie selten bzw. erst im Alter wieder. Ihren Haushalt bezahlte sie nun mit einer Jahresrente, die sie vom König und ihrem Sohn erhielt.
Philipp wurde in der Grablege der französischen Könige, der Kathedrale von Saint-Denis beigesetzt. Bei der Plünderung der Königsgräber von Saint-Denis während der Französischen Revolution wurde sein Grab am 16. Oktober 1793 geöffnet und geplündert, seine Überreste wurden in einem Massengrab außerhalb der Kirche beerdigt.

## Nachkommen
Aus der Ehe mit Henrietta Anne Stuart entsprangen vier Kinder:
1. Marie Louise d’Orléans (* 1662; † 1689) ⚭ 1679 König Karl II. von Spanien
2. Philippe Charles (* 1664; † 1666), Herzog von Valois
3. Tochter (*/† 1665)
4. Anne Marie d’Orléans (* 1669; † 1728) ⚭ 1684 Herzog Viktor Amadeus II. von Savoyen

Mit Liselotte von der Pfalz hatte er drei Kinder:
1. Alexandre Louis (* 1673; † 1676), Herzog von Valois
2. Philippe d’Orléans, Herzog von Orléans (* 1674; † 1723), Regent von Frankreich ⚭ 1692 Françoise Marie de Bourbon, legitimierte außereheliche Tochter Ludwigs XIV.
3. Élisabeth Charlotte d’Orléans (* 1676; † 1744) ⚭ 1698 Herzog Leopold von Lothringen